# Юханссон, Ирис
Ирис Юханссон (швед. Iris Johansson, род. 8 апреля 1945, Лидчёпинг, Скараборг) — шведская писательница, психолог, исследователь проблем аутизма, специалист по проблемам общения. Сама является аутистом. Свои детские аутические переживания и воспоминания изложила в книге «Особое детство» (швед. En annorlunda barndom).

## Жизнеописание
Ирис Юханссон родилась 8 апреля 1945 года на ферме в коммуне Лидчёпинг, что в Вестергётланде. Воспитанием Ирис занимался преимущественно отец Бертиль. Мать Ирис болела туберкулезом кожи, и когда она была беременна дочкой, туберкулез усилился. Местные врачи сделали новорожденной Ирис противотуберкулезную вакцину. Через три дня после вакцинации девочка вообще перестала кричать или плакать.
Поначалу спокойная дочь не вызвала у родителей беспокойство, но впоследствии отец Ирис стал замечать, что ребенок почти не идёт на зрительный контакт с другими. Когда Ирис был месяц и три недели, брат тряс её детскую кровать, пальцы девочки попали в щель между кроватью и стеной и посинели, но она не кричала и не плакала. Окончательно отец убедился, что с дочкой не все в порядке, когда Ирис абсолютно не отреагировала на укус пчелы, хотя у неё распухло все лицо.
Отец решил вернуть Ирис в реальный мир, из которого она регулярно «выпадала» в мир фантазий. Он постоянно брал дочку с собой на сельскохозяйственные работы, разговаривал, а когда не имел возможности делать это сам — следил, чтобы с девочкой постоянно был кто-то из многочисленных родственников. Отец верил, что в конце концов Ирис сможет жить нормальной жизнью среди людей.
В школу Ирис пошла с опозданием. Хотя учителя советовали перевести её в специализированную школу, отец настоял, чтобы она продолжала посещать обычное учебное заведение. И хотя Ирис вследствие аутизма и дислексии было чрезвычайно трудно усвоить материал и ещё труднее — отвечать на вопросы учителей, её ежегодно переводили в следующий класс.
В конце концов усилия отца, родственников и отдельных школьных учителей по обучению и социализации Ирис дали результат. Она уже не могла постоянно находиться в «собственном мире», даже если хотела этого. В двенадцать лет Ирис приняла важное решение: навсегда покинуть аутическую реальность. В своей книге «Особое детство» Ирис Юханссон так вспоминает об этом моменте:
После этого её сознание стало устремляться к социальной жизни, и она начала искать всякого возможного знания о человеческом. Она стала повторять все, что делали другие, чтобы возбудить чувства, или установить связь между мыслью, языком, чувством, поступком. Она стала принуждать себя к присутствию в реальной ситуации...
После окончания школы Ирис Юханссон в течение 10 лет работала в женской парикмахерской. Четыре года работала в детской больнице, параллельно работая в хосписе. 16 лет работала учителем в детском и подростковом центре семьи и здоровья. Кроме того, в летний период работала тренером по плаванию. Высшее образование решила приобрести относительно поздно, закончив обучение в 1992 году. Лишь после поступления в университет, где изучала педагогику и психологию, Ирис впервые узнала собственный диагноз — аутизм.
Сейчас Ирис Юханссон работает консультантом для родителей аутических детей, управляет группами преподавателей и воспитателей в заведениях для наркоманов и людей с проблемами психического здоровья как в Швеции, так и за рубежом, пишет книги. Ведет тренинги на тему «Общение как искусство».

## Книги Ирис Юханссон
- Att samtala om anpassning. Wrå Förlag. ISBN 91-975498-0-0
- Att samtala om utbrändhet. Wrå Förlag. ISBN 91-975498-1-9
- En annorlunda barndom — en kvinnas berättelse om sin autistiska uppväxt. Forum, 2007. ISBN 978-91-37-13038-5
- Handledarbok för arbete med barn med oacceptabla beteenden. Wrå Förlag. ISBN 91-89178-50-5

В своей автобиографической книге «Особое детство» (швед. En annorlunda barndom) Ирис описывает аутический опыт жизни в собственном вымышленном мире, опыт дислексии, цветного слуха, стереотипии, фанатичной любви к пребыванию в воде, гиперчувствительности к прикосновениям, а также в целом особенности жизни детей с аутизмом в шведской провинции в 1940-х и 1950-х годах. Книга стала бестселлером в Швеции и была переведена на несколько европейских языков.